# Андронов, Фёдор Иванович
Фёдор Иванович Андронов (ум. 1613) — деятель Смутного времени; купец-кожевник, «гостинные сотни торговый детина».
Родился в Погорелом Городище.
Во время второго самозванца Андронов примкнул к тушинцам, а затем бежал к королю Сигизмунду III под Смоленск, куда прибыл 27 января 1610 года. Примкнув к партии, которая хотела отдать московский престол польскому королю, Андронов сделался одним из деятельнейших и виднейших членов её.
Вместе с Салтыковым, Масальским и дьяком Грамотиным, Андронов привез в Москву королевскую грамоту, которая поручала этим лицам управление московским государством. Возведенный в думные дворяне, получивший в свое ведение государеву казну и челобитные дела, Андронов более всего заботился о собственном обогащении и не останавливался в своих стремлениях ни перед какими средствами: он постоянно выпрашивал у Сигизмунда и Сапеги разрешения завладеть тем или другим поместьем и просил вознаградить за те убытки, которые причинил ему Василий IV Шуйский, узнав о его бегстве к полякам; кроме этого, он, пользуясь своей властью, грабил и вымогал, что только и у кого только мог.
Его сообщник Михаил Салтыков был возмущен всем этим и просил Сапегу удалить Андронова от дел, так как он только возбуждал у москвичей антипатию к полякам: многие люди оскорблены различными стеснениями со стороны Андронова и разорены им; одних он ради взятки освобождал от суда, а других понапрасну тянул в суд и штрафовал, но штрафов в казну не отдавал; кроме того, он взял из казны сибирских мехов на 2480 рублей и денег за них не отдал. Зная, что поляки, его единственная опора, Андронов зорко следил за всем, что могло бы им повредить, и доносил об этом Сапеге. По его настоянию, посылались под Москву польские подкрепления, он же впустил поляков в Московский Кремль, заставлял москвичей присягать Сигизмунду, участвовал в свержении и заточении Гермогена, преследовал русских патриотов и т.п.
Всем этим он возбудил против себя такую ненависть русских, что немедленно по взятии Москвы Пожарским был схвачен, предан пыткам, и в 1613 году казнён. Как в сказаниях современников о смуте, так и в русских грамотах того времени имя Андронова всегда упоминается со злобной ненавистью.